# Les Moitiers-d'Allonne

Les Moitiers-d'Allonne este o comună în departamentul Manche, Franța. În 1 ianuarie 2022 avea o populație de 730 de locuitori.